# Стакларева љубав
„Стакларева љубав” је бајка српске књижевнице Гроздане Олујић  која говори о самоспознаји и одрастању. Самоспознаја као саставни део одрастања праћена је потребом детета за љубављу, идеализованом и измаштаном. Композиција бајке је прстенаста, по моделу A-B-A, односно уводни и завршни композициони оквир припадају свету реалности, док средишњи, медијални део садржи фантастичне елементе, својствене бајци као књижевној врсти.

## Фабула
Протагониста бајке је дечак, син стаклара, који кришом одлази у очеву радионицу, посматра његов рад и жуди да и сам прави фигуре од стакла. Дечак сањари о девојчици сличној себи и сву своју љубав усмерава ка њој. Осим на стакларски занат, дечак је одмалена био упућен и на приче старих стаклара о чаробњаку, који ономе коме се укаже једном у сто година, дарује способност да од стакла начини све што пожели. Тиме се фантастика као основни елемент бајке надовезује на машту и игру, али и дечакову потребу за пријатељством и љубављу.
Дечак једне ноћи покушава да од стакла направи цвет, али у томе не успева. Пред зору је заспао и у сну видео како се из стаклене масе помаља девојчица, Светлоока. Светлоока је фантастични лик јер постоји само у дечаковој уобразиљи. Нико осим њега не може да је види. Она га прати свуда: у школи, у кући, у сну и на јави, а помаже му и када прави стаклене фигуре у радионици.
Дечакова мајка примећује да се у њему одвија нека чудновата промена, као и да он у очима има неки чудан сјај. Ипак, чак ни она није знала шта се то са њим збива.
Светлоока је рекла дечаку да ће бити уз њега и волети га све док је он добар и пажљив према њој, док је не удари или је не гурне: "Љубав је крхкија од стакла. За њу је потребно много стрпљења, много нежности..."
Ипак, једаред ће дечак заборавити на њену опомену и гурнути је када га наљути њено задиркивање. У том часу Светлоока се разбила у стаклени прах и чаролија је нестала. Узалуд ју је дечак дозивао и дуго трагао за њом. 
Време је пролазило и дечак је све мање мислио о њој. Оженио се и добио децу. Једног дана спазио је у оку свог најмлађег сина онај исти сјај какав је некада имао и сам. Његов син такође је кришом одлазио у његову стакларску радионицу. "Не питајући га ништа, схвати да прича не престаје да се понавља."